# Туншань (Сюйчжоу)
Тунша́нь (кит. упр. 铜山, пиньинь Tóngshān) — район городского подчинения городского округа Сюйчжоу провинции Цзянсу (КНР).

## История
Во времена империи Цин в 1733 году область Сюйчжоу была поднята в статусе до управы (徐州府). Для администрирования земель, напрямую подчинённых властям Сюйчжоуской управы, был создан уезд Туншань (铜山县). После Синьхайской революции в Китае была проведена реформа структуры административного деления, и Сюйчжоуская управа была в 1913 году упразднены, остался только уезд Туншань.
В декабре 1937 года эти места были оккупированы японскими войсками и перешли под власть марионеточного прояпонского правительства, которое 19 февраля 1939 года выделило урбанизированную часть уезда Туншань в город Сюйчжоу.
После образования КНР уезд вошёл в состав Специального района Тайцзао (台枣专区) провинции Шаньдун. В мае 1950 года Специальный район Тайцзао был расформирован, и уезд вошёл в состав Специального района Тэнсянь (滕县专区). В мае 1952 года уезд Туншань был расформирован.
В 1953 году уезд Туншань был создан вновь, и вошёл в состав Специального района Сюйчжоу (徐州专区) провинции Цзянсу. В мае 1960 года уезд перешёл под юрисдикцию Сюйчжоу, но в июне 1962 года снова вошёл в состав Специального района Сюйчжоу.
В 1970 году Специальный район Сюйчжоу был переименован в Округ Сюйчжоу (徐州地区).
В 1983 году был расформирован Округ Сюйчжоу и образован городской округ Сюйчжоу, и уезд вошёл в его состав.
В 2010 году уезд Туншань был преобразован в район городского подчинения, при этом в его состав вошла часть земель расформированного района Цзюли (九里区).

## Административное деление
Район делится на 11 уличных комитетов и 18 посёлков.